# Simancas (metrostation)
Simancas is een metrostation in het stadsdeel San Blas-Canillejas van de Spaanse hoofdstad Madrid. Het station werd geopend op 17 juli 1974 en wordt bediend door lijn 7 van de metro van Madrid.